# Limay
Limay je řeka v severozápadní části argentinské Patagonie, v regionu Comahue. Vytéká z východního konce jezera Nahuel Huapi a následně přibližně 380 km meandruje, přičemž v této oblasti nabírá vody z dalších toků, jako například Traful, Pichileufú a Collón Curá. U města Neuquén dochází k soutoku s řekou Neuquén, čímž vzniká řeka Río Negro.